# Eliza Pickrell Routt
Eliza Pickrell Routt   (Springfield, 30 de gener de 1839 - Denver, 22 de març de 1907) fou una sufragista i política estatunidenca.

## Biografia
Eliza Franklin Pickrell nasqué a Springfield (Illinois) al 1839, filla de Mary Ann Elkin i Benjamin Franklin Pickrell, tots dos originaris de Kentucky. Òrfena a principis de la seua infantesa, va viure a la casa del seu avi, el coronel William Franklin Elkins. Rebé una bona educació, amb estudis a l'estranger i viatges.
El 1874 es casà amb el coronel John Long Routt, segon assistent del director general de Correus. Es van casar a Decatur (Illinois) i més tard es van traslladar a Washington, DC.

### Carrera
L'any següent al seu matrimoni, Routt se n'anà a Colorado amb el seu espòs, a qui el president Ulysses S. Grant havia nomenat governador territorial de Colorado. El 1876, Colorado esdevingué un estat i John Routt en fou el primer governador, i Eliza primera dama. En la seua posició, va ajudar a fundar una llar d'ancianes com a membre de la Societat d'Ajuda a les Dames. El 1881 va cofundar l'Associació de Llars per a Orfes de Denver.
La parella visqué a Denver durant setze anys abans del 1891, quan John Routt tornà a ser governador. El 1893 fou la primera dona que votà a Colorado, a causa dels seus esforços per a aconseguir el dret al vot de les dones. Colorado fou el segon estat, després de Wyoming, on les dones arrabassaren el dret al vot. Fou elegida presidenta de la Lliga de la Ciutat de Denver, pel fet d'haver estat una activa defensora del sufragi femení.
Routt morí el 1907. El 2008 la inclogueren al Saló de la Fama de les dones de Colorado.